# Heteropterys
Heteropterys är ett släkte av tvåhjärtbladiga växter. Heteropterys ingår i familjen Malpighiaceae.

## Bildgalleri

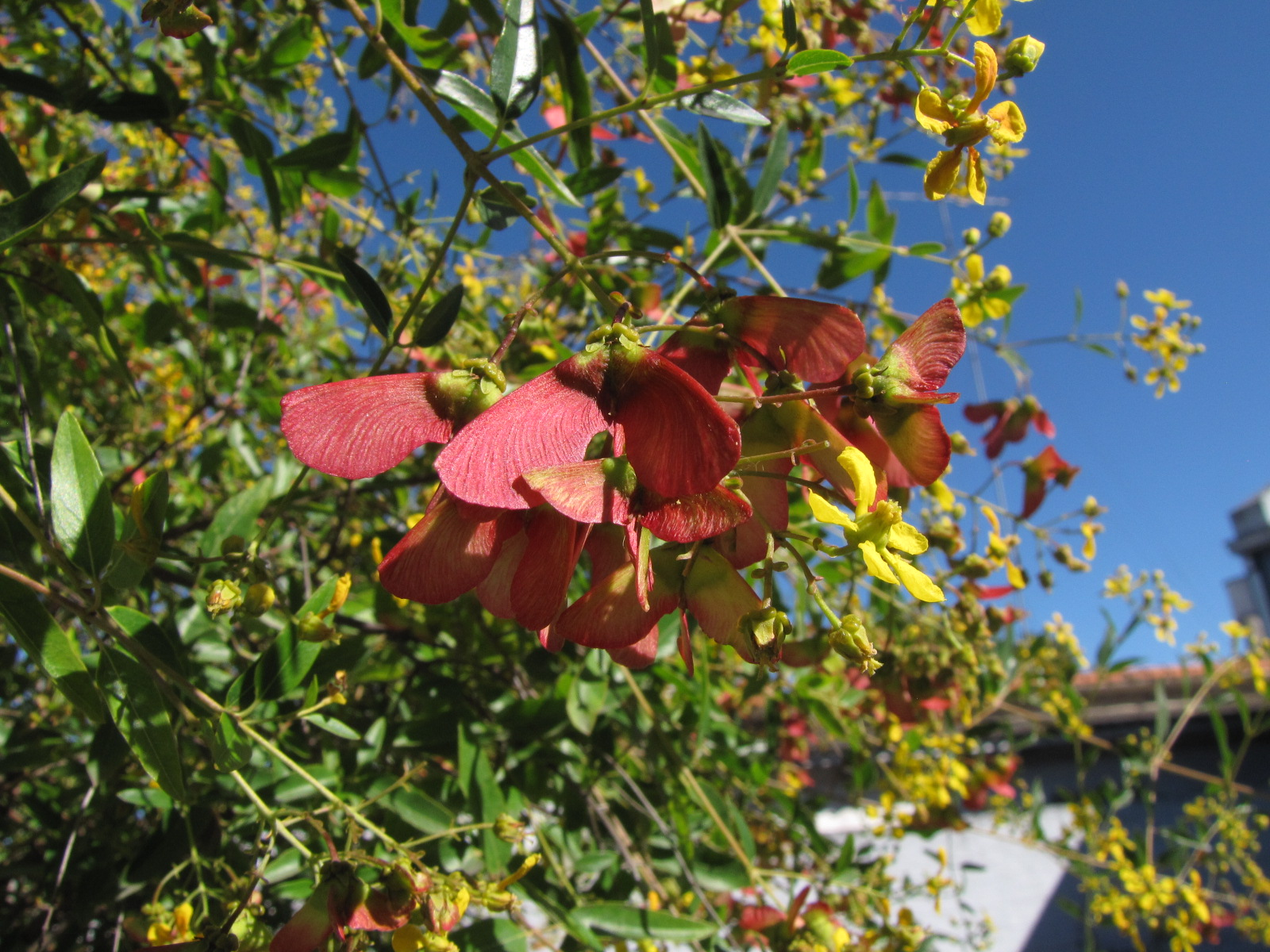

## Dottertaxa tillHeteropterys, i alfabetisk ordning[1]
- Heteropterys actinoctenia
- Heteropterys admirabilis
- Heteropterys aenea
- Heteropterys aequatorialis
- Heteropterys alata
- Heteropterys aliciae
- Heteropterys alternifolia
- Heteropterys amplexicaulis
- Heteropterys andersonii
- Heteropterys andina
- Heteropterys anoptera
- Heteropterys arenaria
- Heteropterys argyrophaea
- Heteropterys atabapensis
- Heteropterys aureonitens
- Heteropterys aureosericea
- Heteropterys ayacuchensis
- Heteropterys bahiensis
- Heteropterys banksiifolia
- Heteropterys berteroana
- Heteropterys bicolor
- Heteropterys biglandulosa
- Heteropterys bopiana
- Heteropterys brachiata
- Heteropterys brasiliensis
- Heteropterys brunnea
- Heteropterys bullata
- Heteropterys buricana
- Heteropterys byrsonimifolia
- Heteropterys caducibracteata
- Heteropterys campestris
- Heteropterys canaminensis
- Heteropterys capixaba
- Heteropterys cardiophylla
- Heteropterys catingarum
- Heteropterys catoptera
- Heteropterys chrysophylla
- Heteropterys ciliata
- Heteropterys cochleosperma
- Heteropterys coleoptera
- Heteropterys colombiana
- Heteropterys complicata
- Heteropterys conformis
- Heteropterys cordifolia
- Heteropterys coriacea
- Heteropterys cotinifolia
- Heteropterys crenulata
- Heteropterys crinigera
- Heteropterys cristata
- Heteropterys cuatrecasasii
- Heteropterys cultriformis
- Heteropterys dichromocalyx
- Heteropterys dumetorum
- Heteropterys dusenii
- Heteropterys eglandulosa
- Heteropterys escalloniifolia
- Heteropterys falcifera
- Heteropterys floridana
- Heteropterys fluminensis
- Heteropterys fragilis
- Heteropterys fruticosa
- Heteropterys fulva
- Heteropterys gentlei
- Heteropterys glabra
- Heteropterys glazioviana
- Heteropterys grandiflora
- Heteropterys guianensis
- Heteropterys hammelii
- Heteropterys hatschbachii
- Heteropterys hoffmanii
- Heteropterys huberi
- Heteropterys hypericifolia
- Heteropterys imperata
- Heteropterys intermedia
- Heteropterys jardimii
- Heteropterys krapovickasii
- Heteropterys laurentii
- Heteropterys laurifolia
- Heteropterys leona
- Heteropterys leschenaultiana
- Heteropterys lindeniana
- Heteropterys lindleyana
- Heteropterys lonicerifolia
- Heteropterys macradena
- Heteropterys macrostachya
- Heteropterys magnifica
- Heteropterys maguirei
- Heteropterys marginata
- Heteropterys marleneae
- Heteropterys matthewsana
- Heteropterys megaptera
- Heteropterys minutiflora
- Heteropterys molesta
- Heteropterys mollis
- Heteropterys mulgurae
- Heteropterys multiflora
- Heteropterys murcapiresii
- Heteropterys neblinensis
- Heteropterys nervosa
- Heteropterys nitida
- Heteropterys nordestina
- Heteropterys oberdanii
- Heteropterys oblongifolia
- Heteropterys obovata
- Heteropterys occhionii
- Heteropterys ocellata
- Heteropterys oligantha
- Heteropterys olivacea
- Heteropterys orinocensis
- Heteropterys ovata
- Heteropterys oxenderi
- Heteropterys palmeri
- Heteropterys panamensis
- Heteropterys pannosa
- Heteropterys patens
- Heteropterys pauciflora
- Heteropterys perplexa
- Heteropterys prancei
- Heteropterys procoriacea
- Heteropterys prunifolia
- Heteropterys pteropetala
- Heteropterys purpurea
- Heteropterys quetepensis
- Heteropterys racemosa
- Heteropterys reticulata
- Heteropterys rhopalifolia
- Heteropterys riparia
- Heteropterys rubiginosa
- Heteropterys rudasii
- Heteropterys rufula
- Heteropterys sanctorum
- Heteropterys schulziana
- Heteropterys sericea
- Heteropterys sessilifolia
- Heteropterys siderosa
- Heteropterys sincorensis
- Heteropterys standleyana
- Heteropterys steyermarkii
- Heteropterys subhelicina
- Heteropterys sylvatica
- Heteropterys syringifolia
- Heteropterys ternstroemiifolia
- Heteropterys thyrsoidea
- Heteropterys tomentosa
- Heteropterys trichanthera
- Heteropterys trigoniifolia
- Heteropterys umbellata
- Heteropterys uribei
- Heteropterys velutina
- Heteropterys wiedeana
- Heteropterys wydlerana
- Heteropterys xanthophylla